# Hirata (Fukushima)
Pour les articles homonymes, voir Hirata.
Hirata (平田村, Hirata-mura) est un village japonais (村, mura ou son) situé dans la préfecture de Fukushima.
Sa population au 1er juin 2013 est estimée à 6 606 habitants.